# Coleophora punctipennella
Coleophora punctipennella é uma espécie de mariposa do gênero Coleophora pertencente à família Coleophoridae.